# V841 Ophiuchi
V841 Ophiuchi, eller Nova Ophiuchi 1848, är en nova (NB) i stjärnbilden Ormbäraren som upptäcktes 1848.
Den upptäcktes av den brittiske astronomen John Russell Hind den 27 april 1848. Vid upptäckten hade den visuell magnitud 5,6, men kan i maximum ha nått magnitud +2. Säkerställda observationer placerar dock maximum vid +4,3. I närheten av maximum beskrevs den som "ljusröd" eller "scharlakansröd", troligen beroende på emissionslinjer i vätebandet. Dess ljusstyrka varierar numera sakta mellan 13,5 och 14,0.
Området runt novan hade undersökts regelbundet av astronomer före upptäckten eftersom det låg nära stjärnan "52 Serpentis", som den engelska astronomen John Flamsteed hade med i sin stjärnkatalog, men med felaktiga positionsangivelser.